# Lavočkin La-7
Lavočkin La-7 (rusko Лавочкин Ла-7) je bilo sovjetsko lovsko letalo druge svetovne vojne.

## Zgodovina
Lavočkin La-7 je bil pravzaprav samo do take mere dodelan model Lavočkin La-5, da je postal lovec s svojo oznako. Nastajal je pod delovnim imenom La-120, bil pa je eden prvih sovjetskih lovcev izdelan povsem iz aluminija in podobnih strateških materialov. Od predhodnika se je ločil tudi po nekaterih zunanjih rešitvah, ki so povečale aerodinamične lastnosti letala ter povečale njegovo okretnost.
Ta izjemni lovec je bil eno redkih sovjetskih letal, ki se je lahko kosalo z vsemi nemškimi lovci, na njem pa sta med drugim letela dva najboljša letalska asa Sovjetske zveze. Proti koncu vojne so ga zaradi trdnega ogrodja uporabili tudi za preizkušanje novih potisnih sistemov. Tako so na prototip La-7R namestili raketni motor, La-7D je bil opremljen z dvema podkrilnima pulznima reaktivnima motorjema, La-7S pa z dvema motorjema ramjet. Izdelovali to tudi izvedenko dvosednega šolskega letala, La-7UTI. 
La-7 je bil edino sovjetsko letalo, ki je uspelo sestreliti nemškega reaktivnega lovca Messerschmitt Me 262. To se je zgodilo v zaključnih bojih druge svetovne vojne, 15. februarja 1945, ko je Ivan Nikitovič Kožedub nad Nemčijo sestrelil enega od teh lovcev.
Skupaj so izdelali 5.753 lovcev La-7 vseh izvedb. Mnogi od njih so ostali v uporabi tudi po drugi svetovni vojni in so dobili NATO oznako Fin.

## Uporabniki
- Češkoslovaška
- Romunija
- Sovjetska zveza